# Rellinghausen
Rellinghausen ist ein Stadtteil im Südosten der Stadt Essen. Im Jahre 1996 feierte das ehemalige Damenstift Rellinghausen sein tausendjähriges Bestehen.

## Geschichte

### Das Stift Rellinghausen
Der früheste Ortsteil wurde wohl Ruoldinghus oder Ruodlinghus genannt. Der Ort Rellinghausen, der nach 860 niederfränkisch Rellekhusen hieß, ging aus einem Oberhof des Ehepaares Eggihard und Rikilt hervor, der sich etwa am heutigen Stiftsplatz befand. Eine verwandtschaftliche Beziehung zu Altfrid (* um 800; † 15. August 874), dem Gründer des Stiftes Essen, war zu verdanken, dass der Oberhof wahrscheinlich mit einem laufenden Anteil des Essener Zehnts alimentiert war. Rellinghausen war nämlich aus der Zehntschenkung des Kölner Erzbischofs Gunthar ausgenommen. Ab dem Jahr 943 geht der Zehnt als sogenanntes Jakobsgeld jeden 25. Juli an das Kloster Werden, und zwar bis die Abtei Werden 1802 aufgehoben wurde. In einer Urkunde von König Otto dem Großen wird im Jahre 947 Rellinghausen als Unterpfarrei von Werden genannt.
Rellinghausen war ein Damenstift für Angehörige des niederen Adels. Wahrscheinlich war es eine Gründung der Familie der Grafen von Berg, in deren Ländern der Großteil des Stiftbesitzes lag. Die erste sichere Erwähnung befindet sich in der Memorial-Urkunde der 1056 verstorbenen Essener Äbtissin Theophanu, in dem die Stiftskirche erstmals genannt wird. Lange wurde das Stift Rellinghausen für eine Gründung der Essener Äbtissin Mathilde gehalten, dieses ist inzwischen widerlegt und beruhte auf dem Versuch katholischer Essener Kräfte während der Gegenreformation, über das inzwischen zum Protestantismus neigende Stift Rellinghausen Kontrolle zu erlangen. Im 17. Jahrhundert verkaufte das Stift Rellinghausen schließlich dem Stift Essen seine Landeshoheit, blieb aber als eigenständige Einrichtung bis zur Aufhebung 1802 bestehen.

### Stiftskirche
Der erste Kirchbau am Standort der heutigen Pfarrkirche St. Lambertus soll schon um 750 hier gestanden haben. Darauf folgte im 11./12. Jahrhundert eine dreischiffige romanische Pfeilerbasilika, die 1822 abgebrochen wurde. 1634 wurde die Basilika umbenannt, nachdem spanische Reitertruppen im Dreißigjährigen Krieg 1621 und 1622 über Rellinghausen hergefallen waren; und zwar von St. Jakob (nach Spaniens Schutzpatron Apostel Jakobus) in St. Lambertus (nach Lambert von Lüttich). Der heutige klassizistische Saalbau mit neoromanischem Westturm wurde in den Jahren 1826–1829 nach Plänen des Baumeisters Otto von Gloeden und unter Mitwirkung von Karl Friedrich Schinkel erbaut. Die Einweihung war 1852. Dann brannte die Kirche im Zweiten Weltkrieg aus und wurde 1949 erneut geweiht. Der heute noch existierende Taufstein soll etwa 1000 Jahre alt sein.
Während des Kirchweihfestes zu Ehren des Apostels Jakobus, am 25. Juli 1516, stahlen Frevler aus der Stiftskirche ein Säckchen, in dem sie einen Schatz vermuteten. In diesem Beutel befanden sich aber nur geweihte Hostien, die die Diebe später wegwarfen. Im benachbarten Mühlental, dem heutigen Annental, wurde das Säckchen tagsdarauf von einem Schäfer gefunden. Zu diesem Ereignis entstanden einige Legenden, und man baute an der Fundstelle eine hölzerne Sühnekapelle, die 1701 durch einen barocken Steinbau ersetzt wurde. Noch heute findet am St.-Annen-Tag, am 26. Juli jeden Jahres, eine Prozession von der Kapelle zur St.-Lambertus-Kirche statt. Vom 31. August bis 5. September 1932 fand im St.-Annen-Tal der 71. Deutsche Katholikentag statt.

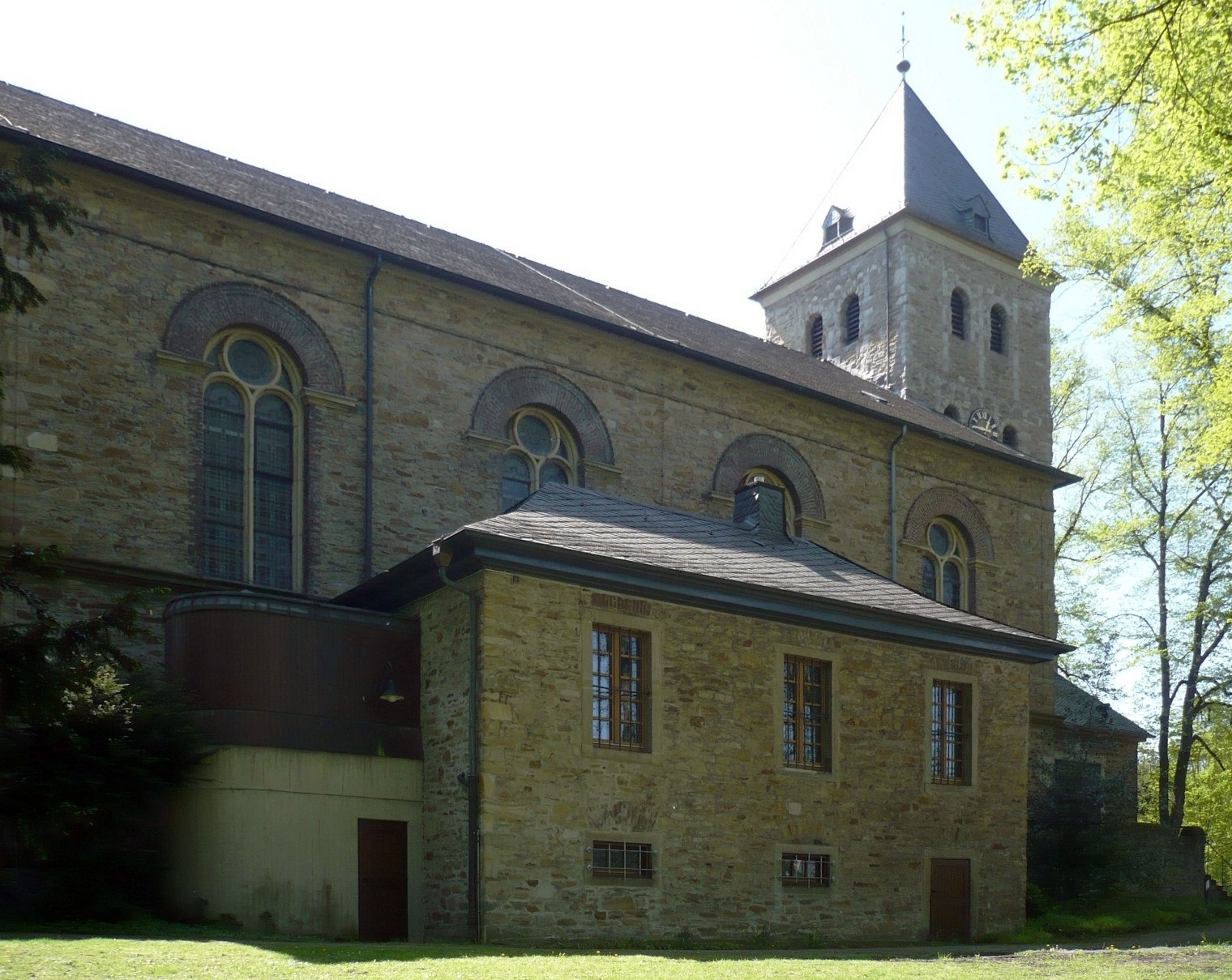
St. Lambertus, ehem. Stiftskirche des Tochterstiftes Rellinghausen
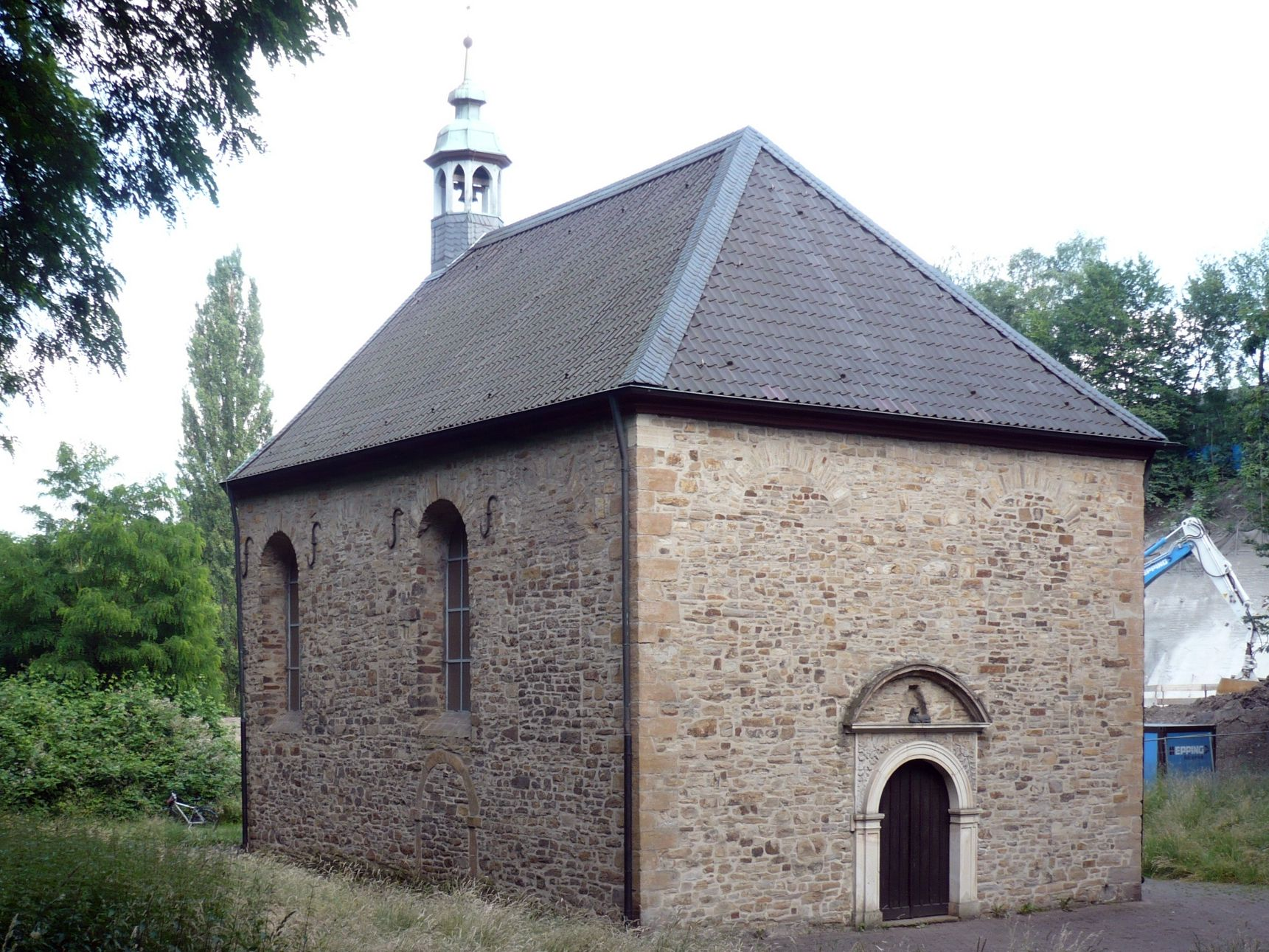
St.-Annen-Kapelle
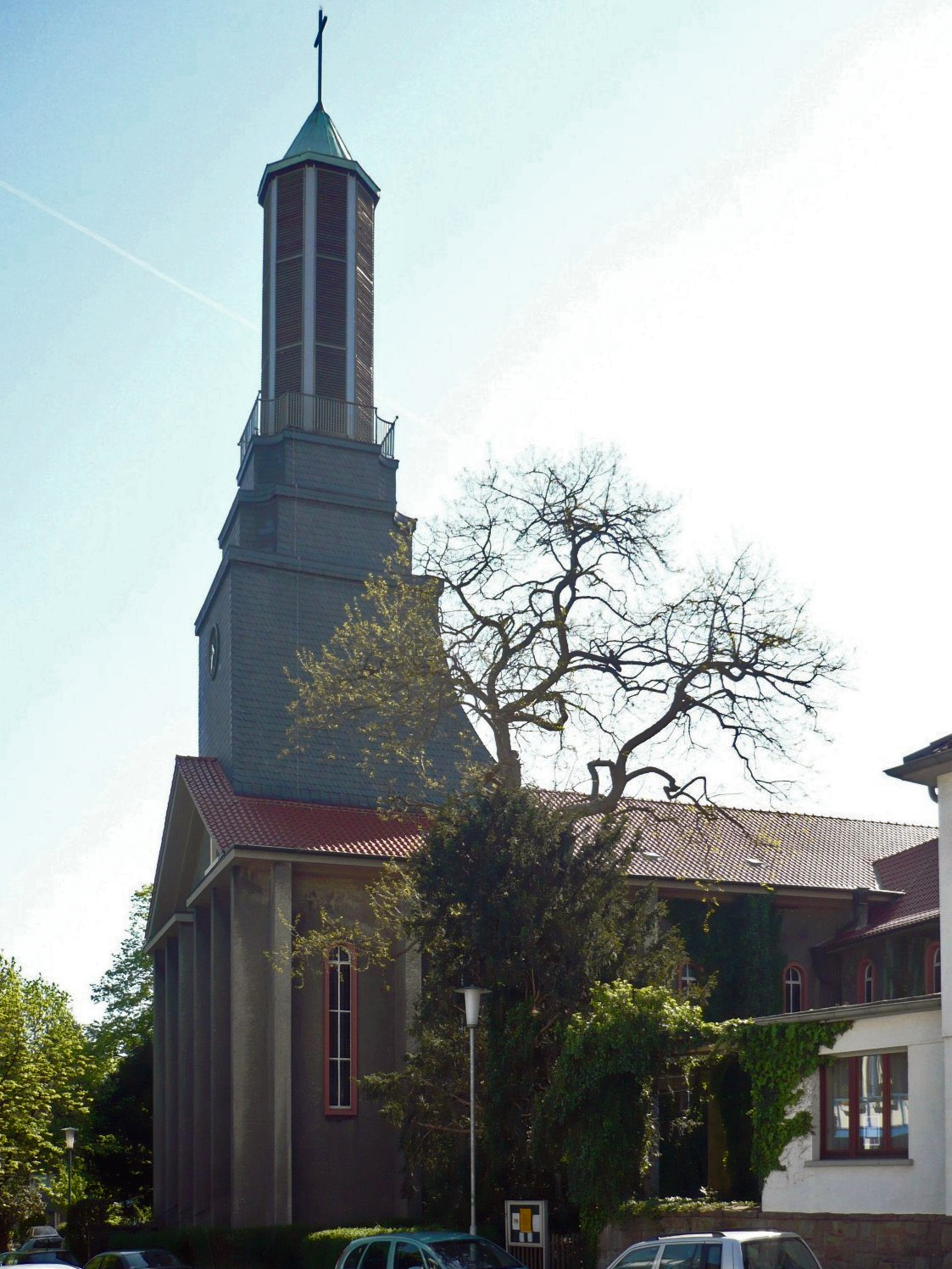
Evangelische Kirche Rellinghausen
Wappen von Rellinghausen

### Mittelalter
Der Kölner Erzbischof und Reichsverweser Engelbert von Berg wurde im November 1225 von Friedrich von Isenberg, seinem Neffen zweiten Grades, ermordet, was diesen später seinen Kopf kostete. Die Besitzrechte der lukrativen Vogteien Werden, Essen und auch Rellinghausen waren der Auslöser gewesen, wobei unklar bleibt, ob der Streit eskaliert oder der Mord geplant gewesen war. Der Sohn Friedrichs, Dietrich von Altena-Isenberg, baute um 1240 auf Werdener Gebiet, direkt an der Grenze zu Rellinghausen, die Neue Isenburg, die 1244 vom Kölner Erzbischof Konrad von Hochstaden eingenommen wurde. Dieser setzte zur Durchsetzung Kölner Interessen einen Burgvogt ein. Nachdem 1247 der Vasall des Erzbischofs, Heinrich von Sayn, starb, verzichtete Konrad von Hochstaden am 22. Februar 1248 auf die Burgrechte, so dass diese der Abt von Werden erhielt. 1243 tritt der Name Heinrich von Vittinghoff (Henricus de Vitinchoven) als Burgmann des Erzbischofs auf Burg Blankenstein in Erscheinung. Da die Isenburg nun durch den Werdener Abt besetzt war, ließ er einen Hof auf Rellinghauser Gebiet zu einer Wasserburg umbauen. Laut einer in Rellinghausen ausgestellten Urkunde erbte sein Sohn Heinrich II. 1272 diese Burg Vittinghoff. 1288 geriet der Kölner Erzbischof Siegfried von Westerburg in der Schlacht von Worringen, durch die sich die Machtverhältnisse im rheinisch-westfälischen Gebiet veränderten, in Gefangenschaft des Grafen von Berg, eines Vettern Dietrich von Altena-Isenbergs. Das war folgenreich für Rellinghausen, denn nicht nur die Isenburg wurde zerstört, Dietrich von Altena-Isenberg wurde die Vogtei Rellinghausen zugesprochen, die damit nicht mehr in der Hand der anderen Vogteien war. Das begünstigte das Bestreben zur Selbständigkeit Rellinghausens über Jahrhunderte. Heinrich III. von Vitinghof begab sich in den Schutz des neuen Vogtes und durfte daraufhin seine Wasserburg behalten, von der heute nur noch Reste an der Vittinghoffstraße zu sehen sind. Hingegen ist das am 28. August 1452 für 1100 Rheinische Gulden von Johann von den Vitingchave gen. Schele erstandene und nach ihm benannte Schloss Schellenberg nach einigen Umbauten in bestem Zustand. Nach Erbteilung ging das gesamte Anwesen 1477 an seinen Sohn Cord. Dieser Cord stiftete 1487 mit seiner Frau Bathe, geb. Stael von Holstein und Heisingen, deren Nachfahren Vittinghoff gen. Schell zu Schellenberg heißen, ein Gasthaus für Arme, Gebrechliche und Pilger, die heutige Dorfschenke an der Frankenstraße.

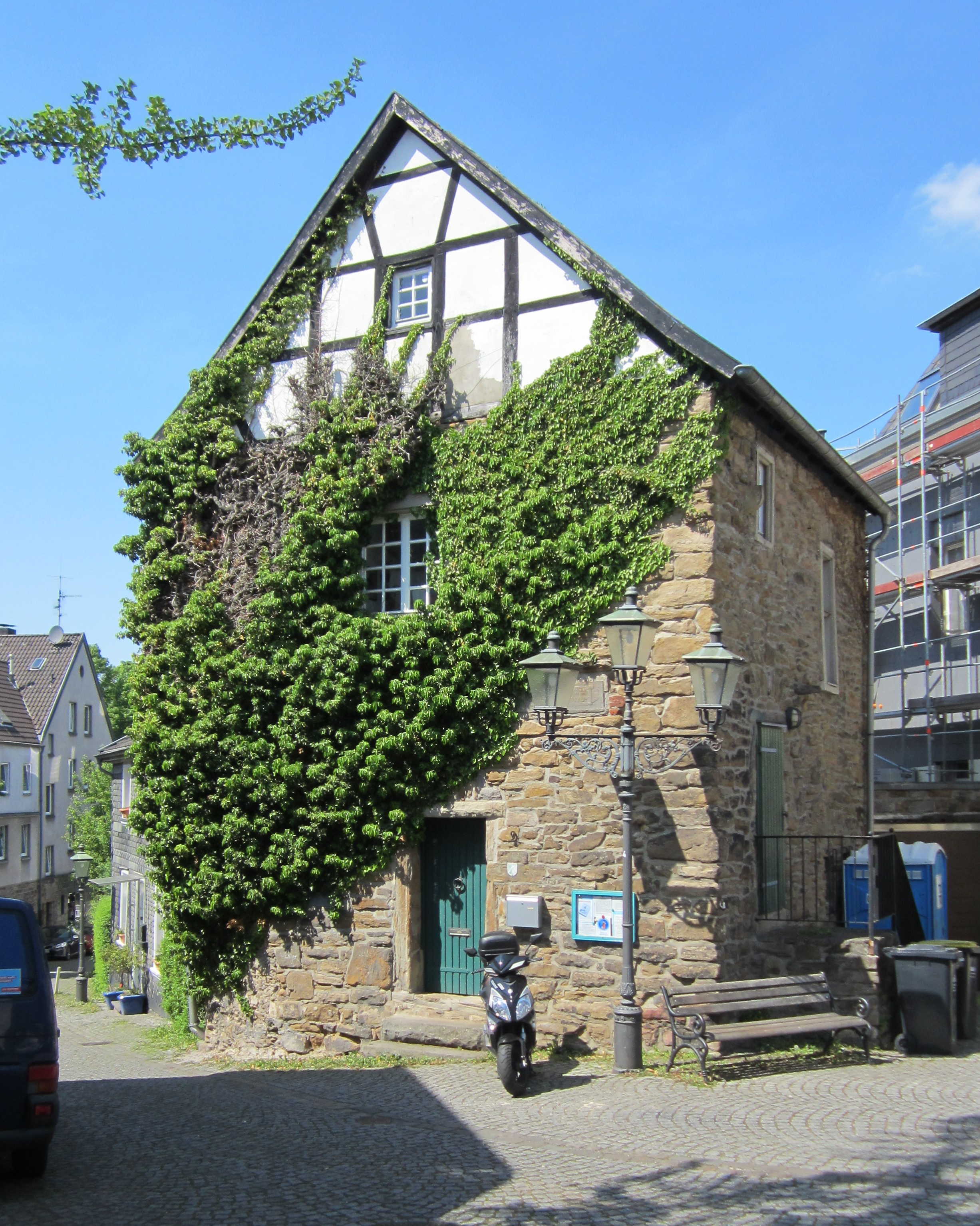
Blücherturm

Bis zur Auflösung des Stiftes Rellinghausen 1803 verfügte der Ort über eine eigene Gerichtsbarkeit. Am Stiftplatz mit seinen Fachwerkhäusern wurde 1567 der Blücherturm (Am Stift 9) als Gerichtsturm erbaut. Der Spitzname seines letzten Bewohners verlieh ihm seinen Namen. Es war ein Polizist, der dem berühmten Marshall von Blücher ähnelte und in Rellinghausen als Blücher bekannt war. In der Zeit der Hexenverfolgungen zwischen 1571 und 1595 war der Gerichtsturm Schauplatz von Hexenprozessen, die 39 Menschen infolge öffentlicher Hinrichtung das Leben kosteten.

### Ab dem 17. Jahrhundert
Im 17. Jahrhundert wurde in Rellinghausen erstmals eine evangelische Kirche errichtet. 1654 entstand auf einem der Gemeinde gestifteten Grundstück eine kleine auf einem Steinsockel errichtete Holzkirche. Auf diesem Grundstück stand bis 2019 das Gemeindehaus der Evangelischen Kirchengemeinde Rellinghausen, bei dessen Abbrucharbeiten Spuren des Bruchsteinsockels der alten Holzkirche gefunden wurden. Sie soll nach Berechnungen 15 Meter lang, 11 Meter breit und 6,5 Meter hoch gewesen sein und wurde Mitte des 18. Jahrhunderts zu klein. Auf dem Grundstück gegenüber wurde daraufhin am 8. April 1772 der Grundstein für die zweite evangelische Kirche gelegt, die 1775 eingeweiht wurde. Neben ihr befand sich mit einem Fachwerkhaus das Pfarrgebäude. Da die Kirche ebenfalls zu klein geworden war, wurde sie 1934 abgebrochen. Die benachbarte heutige evangelische Kirche wurde 1934/1935 errichtet und steht seit 1997 unter Denkmalschutz.
Die Familie Vittinghoff-Schell war für wohltätige Zwecke bekannt. So ermöglichte Franz von Vittinghoff-Schell erstmals den Kindern Rellinghausens den Schulbesuch, indem er 1678 600 Reichstaler stiftete, deren Zinsen dem Lehrer des Ortes zustanden. Der Schulmeister war ein sehr hoch dotierter Posten. Ein Fachwerkhaus neben der Stiftskirche bildete das Schulgebäude, das schnell zu klein wurde und später zum Armenhaus Rellinghausens wurde, in dem die Bewohner mietfrei wohnten, wenn sie Kirche und Kirchplatz sauber hielten. Am Fuße des Schlossberges soll 1723 ein Vittinghoff-Schell eine Glashütte errichtet haben. 1749 erfolgte die Belehnung der Steinkohlenzeche Herrenbank an die Gewerkschaft Philipp Lange & Cons., die 1804 zusammen mit der Zeche Neuak zur neuen Zeche Vereinigte Sälzer & Neuack konsolidierte. Die Familie Vittinghoff-Schell soll Einkünfte von der Zeche Herrenbank bezogen haben. Als die Gewerkschaft Gottfried Wilhelm 1907 in unmittelbarer Nähe des Schlosses Schellenberg eine Großzeche abteufen wollte, konnte Friedrich von Vittinghoff zumindest die Verlegung der Kohlenwäsche erreichen, nicht jedoch den Zechenbetrieb aufhalten. Deshalb musste die geförderte Kohle der Zeche Gottfried Wilhelm mit einer Drahtseilbahn etwa eineinhalb Kilometer transportiert werden. Lauter Dampfbetrieb konnte von Friedrich von Vittinghoff vor letzter Instanz in Leipzig unterbinden lassen. Doch weil sie den Zechenbetrieb insgesamt nicht aufhalten konnte, verließ Familie Vittinghoff-Schell nach über 650 Jahren Ansässigkeit ihren Rellinghauser Wohnsitz im Jahre 1909 und zog in ihr eigenes Schloss Kalbeck bei Goch. Zur Zeche Gottfried Wilhelm entstand 1909, zwischen Frankenstraße und Schellenberger Wald, die Gottfried-Wilhelm-Kolonie nach Plänen des Architekten Oskar Schwer. Die Siedlung aus insgesamt 13 Hausgruppen wurde im Gartenstadtcharakter mit kleinteiliger Bebauung in offener Bauweise errichtet. Als weitere Zeche auf Rellinghauser Gebiet gab es die Zeche Schnabel ins Osten, die zwar schon seit 1767 unregelmäßig Kohle gewann, ihren ersten Schacht aber erst 1899 abteufte.
1910 erhielt die heutige Frankenstraße, die über Essen-Stadtwald bis nach Bredeney ins ehemalige Fränkische Reich führt, erstmals diesen Namen. Zwischenzeitlich hieß sie auch Steeler- oder Rellinghauser Straße.

### Bürgermeisterei Rellinghausen

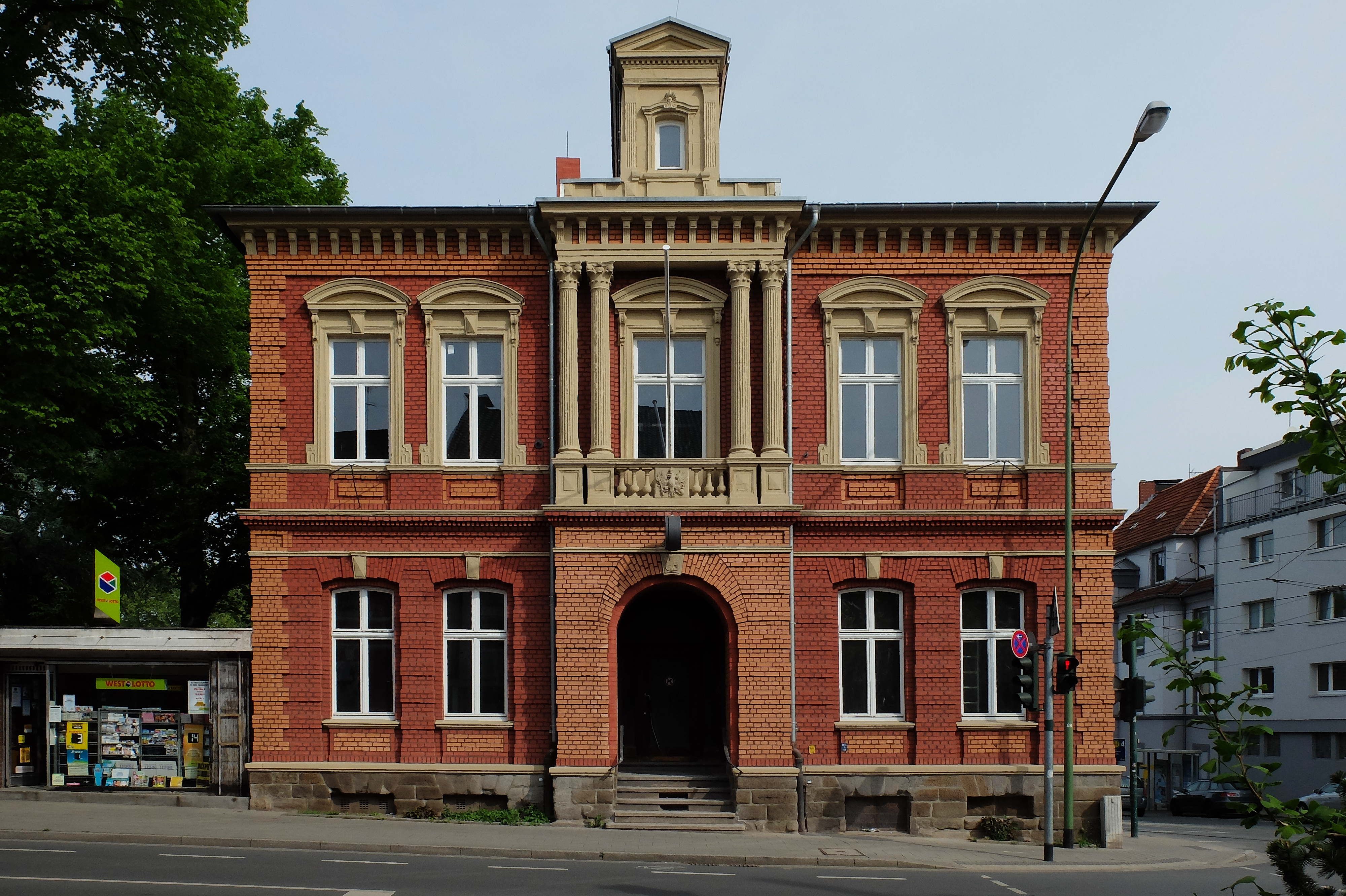
Rellinghauser Rathaus, 2016

1803, nach Auflösung des Stiftes, wurde Rellinghausen der Bürgermeisterei Steele zugeordnet. Von 1876 bis zur Eingemeindung zur Stadt Essen im April 1910 bildete Rellinghausen eine eigenständige Bürgermeisterei, bestehend aus der Gemeinde Rellinghausen mit den Bauerschaften Heide und Bergerhausen, der Landgemeinde Heisingen und der südlichen Spitze der Gemeinde Huttrop.
Das heute unter Denkmalschutz stehende Rellinghauser Rathaus wurde mit dem Verkaufserlös des Gebietes um die Spillenburg (Bereich um die heutige Kreuzung Spillenburg-/Westfalenstraße) an Steele finanziert und der Architekt Friedrich Kunhenn mit dem Bau an der 1848 bis 1851 gebauten Provinzialstraße (heute Frankenstraße) beauftragt. Das Rathaus wurde am 1. November 1877 bezogen. Joseph Sartorius (1842–1910) war von 1876 bis 1910 einziger Bürgermeister. Die Verwaltung bestand zunächst nur aus einem Bürobeamten und einem Vollziehungsbeamten, weshalb das Gebäude nicht größer ausfiel. 1884 kam auch Rüttenscheid zur Bürgermeisterei Rellinghausen, bis Rüttenscheid im Jahr 1900 eine eigene Bürgermeisterei wurde. 1885 hatte die Bürgermeisterei Rellinghausen 10.150 Einwohner; 1910 waren es 17.977. Nachdem dem Rellinghauser Rathausgebäude der Abriss drohte, wurde Ende 2016 seine Sanierung beendet. Seitdem sitzt hier die Gesellschaft für Soziale Dienstleistungen Essen (GSE) mit der Aufgabe der Tagespflege von Senioren.
Rellinghausen wurde 1910 auf eigenen Wunsch zur Stadt Essen eingemeindet, da eine selbständige Finanzierung nicht mehr möglich schien und dringend eine neue Infrastruktur gebraucht wurde. Heisingen bildete seitdem eine eigene Bürgermeisterei. 1928 wurde die Heisinger Straße nach dem ehemaligen Bürgermeister in Sartoriusstraße umbenannt.

### Rellinghausen heute
Die ehemalige Zugehörigkeit zu Stift und Freiherren ist durch noch vorhandene Gebäude vielerorts gegenwärtig. Vom damaligen Steinkohlenbergbau ist nahezu nichts mehr zu sehen.
Auf dem Gebiet von Rellinghausen finden sich die Albert-Einstein-Realschule und die Ardeyschule, eine städtische Grundschule. In der denkmalgeschützten Rübezahlschule befindet sich seit 1977 das Kunsthaus Essen, bedeutend für junge Kunst in Essen. Ebenfalls im selben Gebäude befindet sich auch das Mütter- und Familienzentrum Essen, MüZe e. V.

## Bevölkerung
Am 31. März 2025 lebten 3.545 Einwohner in Rellinghausen.
Strukturdaten der Bevölkerung in Rellinghausen (Stand: 31. März 2025):
- Bevölkerungsanteil der unter 18-Jährigen: 13,0 % (Essener Durchschnitt: 16,9 %)[16]
- Bevölkerungsanteil der mindestens 65-Jährigen: 33,1 % (Essener Durchschnitt: 21,7 %)[17]
- Ausländeranteil: 7,8 % (Essener Durchschnitt: 20,6 %)[18]

## Wappen
Blasonierung: In Silber (Weiß) ein rotes Kreuz über einem rechtsschrägen blauen Wellenbalken. Im 17. Jahrhundert ließ die Äbtissin von Essen in ihrer Eigenschaft als Reichsfürstin ein Wappen für das kaiserlich-freiweltliche Stift Essen erstellen. Im rechten unteren Viertel des Schildes erscheint das Wappen von Rellinghausen. Das Kreuz steht entsprechend der christlichen Funktion, für dieses ehemalige adlige Damenstift und der Wellenbalken deutet die Lage an der Ruhr an. Wappenkünstler war Kurt Schweder, der für sämtliche Stadtteile Essens entsprechend tätig gewesen ist.

## Persönlichkeiten
- Joseph Sartorius (1842–1910), Politiker, einziger Bürgermeister von Rellinghausen